# Hideyo Arisaka
Hideyo Arisaka (有坂 秀世, Arisaka Hideyo), 5 septembre 1908 - 13 mars 1952, est un linguiste japonais. 

## Biographie
Né à Kure dans la préfecture de Hiroshima, il est diplômé de l'université impériale de Tokyo, à présent Université de Tokyo en 1931. Il est spécialiste de phonologie historique du japonais (en) et de la phonologie historique du chinois, et a fait d'importantes contributions l'étude du Jōdai Tokushu Kanazukai (en) et du chinois médiéval.